# Miguel Bonano
Miguel Bonano (Argentina, 9 de mayo de 1907 –  8 de octubre de 2001) fue un bandoneonista, director de orquesta y compositor dedicado al género del tango.

## Actividad profesional
Estudió bandoneón con Bartolomé Chapela, el compositor del tango Fosforerita; más adelante actuó junto con el guitarrista Maximiliano y el violinista Ángel Fariña,  en los comités del político Alberto Barceló y en bailes de la zona, posteriormente,  integró  un cuarteto con la pianista Lía Acuña de Andreoni, autora del difundido shimmy Pum Garibaldi, fallecida en 1938,  el violinista Mersio y el contrabajista Rossi que amenizaba los entreactos en el Cine Mitre de la ciudad de Avellaneda en la provincia de Buenos Aires, aledaña a la ciudad de Buenos Aires,  .
En 1928 viajó a Francia para integrarse a la orquesta de Eduardo Bianco, que lo había convocado por recomendación de su amigo José Márquez. Viajó en el buque alemán Sierra Ventana, llegó a Boulogne-sur-Mer el 12 de octubre de 1928 y siguió en tren hasta París, donde se unió al conjunto que actuaba en el Teatro Apolo con la que realizó una extensa gira por países de Europa y Asia que incluyó España, Italia, Rumania, Grecia, Turquía, Egipto, Alemania y Suiza que se extendió por un año y medio. Sus actuaciones fueron presenciadas, entre otros, por el rey de España Alfonso XIII en San Sebastián, la reina María de Rumanía, el rey de Italia Víctor Manuel III en la Villa Saboya, de Italia, que les regaló gemelos de plata a cada uno y Benito Mussolini en Nápoles. Uno de los luagares donde tuvieron un éxito destacable fue en Constantinopla (actual Estambul), donde actuaron con el teatro lleno y fueron despedidos con el público de pie. En París hizo grabaciones a dúo de bandoneón y siguió en la orquesta hasta que el 30 de mayo de 1929 partió desde Génova hacia Buenos Aires en el buque Conte Rosso. En la escala de Barcelona se embarcó Carlos Gardel, que volvía con los guitarristas Riverol y Aguilar de exitosas actuaciones en España.
En Argentina  volvió a trabajar en el cine Select y por esa época compuso el tango “Mi primer gol”. Con la llegada del cine sonoro ocurrida en 1930 ya no fueron necesarios los números musicales en las salas de cine y Bonano ingresó a la orquesta de Edgardo Donato y en 1936 lo hizo al cuarteto Los Poetas del Tango, que completaban Antonio Rodio (violín), José María Artola (bandoneón), Miguel Nijensohn (piano) y el cantor Francisco Fiorentino que a poco pasó a la orquesta de Francisco Canaro en reemplazo de Federico Scorticatti, conjunto que actuó por Radio Belgrano.
Cuando Miguel Nijensohn formó una orquesta con la que inauguraron la boite Lucerna, de la calle Suipacha, allí estuvieron los bandoneones de Ramos, Sayago y Bonano, los violines de Sevilla y Pandolfi; y el contrabajo del “Nene” Nicolini.
Más adelante estuvo un año con la orquesta de Roberto Zerrillo, siete meses con al de Rodolfo Biagi y luego con la de Alberto De Caro, donde tuvo como compañeros a Manuel Sucher, Héctor Presas, Azara, Preboche, José De Caro y a los cantantes Rosita Quintana y Félix Gutiérrez. Con este conjunto debutaron en Chile y al regresar se incorporó a la orquesta de  Eduardo Bianco para el teatro El Nacional donde actuaba la compañía teatral de Arturo De Bassi. Más adelante estuvo durante cuatro años con Ángel D'Agostino y por 12 años  tocó en los teatros El Nacional, Comedia y Maipo acompañando a las cantantes Jovita Luna, Alba Solís y Sofía Bozán.
Bonano estuvo en la orquesta estable de Radio El Mundo durante 21 años. Allí conoció al también bandoneonista  Julio Ahumada con el que formó la orquesta Ahumada-Bonano de gran actuación en esa radioemisora y que grabó 4 temas en Odeon. Posteriormente hizo algunas presentaciones por Canal 13 de televisión y cumplió funciones de tesorero en SADAIC.

## Labor como compositor
Su primer tango fue de 1929, se tituló Che Don Juan y llevaba letra de Manuel Meaños, después vino su obra más difundida, el tango La novena, con letra de Alfredo Bigeschi que más adelante fue una de las buenas creaciones del cantor Oscar Alonso.. Entre las que siguieron pueden citarse Alas queridas', La canción de la ribera, Déjelo señora, Esta vuelta pago yo, Guardia de honor, Mi querida Aurora, Por un te quiero, Los piropos, Presentimiento, Un minuto y Mi primer gol que le grabó Gardel.